# Anna Luif
Anna Luif (* 18. Februar 1972 in Zürich) ist eine Schweizer Regisseurin und Filmemacherin mit ungarischen Wurzeln.

## Leben
Luif studierte von 1993 bis 1998 Film an der Hochschule für Gestaltung und Kunst Zürich. Der Regisseur Samir wurde auf ihren Abschlussfilm Diebe Vol 1–3 aufmerksam, und so stiess sie zur Zürcher Filmproduktionsfirma Dschoint Ventschr, wo sie 1999 ein Praktikum absolvierte. Dort entstand im Jahr 2000 unter ihrer Regie und nach ihrem Drehbuch der Kurzfilm Summertime. Der Film über ein Mädchen, das sich zum ersten Mal verliebt, wurde 2001 mit dem Schweizer Filmpreis ausgezeichnet. Nach weiteren Kurzfilmen folgte 2003 mit Little Girl Blue ihr erster Langspielfilm. Er handelt von einem Mädchen, das sich in einen Jungen verliebt, während ihr Vater ein Verhältnis mit der Mutter des Jungen hat. Das Drehbuch entstand in Zusammenarbeit mit Micha Lewinsky.
2004 trat Anna Luif eine Stelle als Dozentin an der Zürcher Hochschule der Künste an. Im Jahr 2010 führte sie Regie beim Spielfilm Madly in Love über einen tamilischen Jungen in der Schweiz, dem bei seiner arrangierten Heirat die Liebe in die Quere kommt. Die Dreharbeiten zu ihrem nächsten Spielfilm, Les Histoires d'Amour de Liv S., mussten aufgrund der COVID-19-Pandemie verschoben werden; das Projekt wurde in die Reihe 'The films after Tomorrow' im Rahmen des Locarno Festivals 2020 eingeladen. Les Histoires d'Amour de Liv S. wurde im Herbst 2023 am Chicago Film Festival uraufgeführt.

## Filmographie
- 2000: Summertime (Kurzfilm)
- 2003: Little Girl Blue
- 2010: Madly in Love
- 2023: Les Histoires d’Amour de Liv S.